# 笑八仙之素女的故事
《笑八仙之素女的故事》（简称素女的故事）是一部根据神话传说何仙姑的故事改编而成的古装电视剧。该剧于2002年10月13日在传说中何仙姑的家乡广州增城市举行开机仪式，之后剧组成员还来到何仙姑家庙参拜何仙姑、八仙、观音等神祇，拍摄共历时三个月完成。

## 概述
本剧讲述农家少女何素女（何仙姑）经历重重磨难最终参悟天道，成为八仙之一的故事，该剧是一部轻喜剧。

## 演员
- 杨若兮 饰 何素女
- 徐　峥 饰 吕洞宾
- 聂　远 饰 大耳怪
- 马　季 饰 土地公公
- 刘　威 饰 皇　帝
- 傅艺伟 饰 王母娘娘
- 国永振 饰 铁拐李

## 花絮
因在传说中何仙姑的家乡增城市取景，剧组的拍摄得到了当地市政府的大力支持。而增城本地百姓非常喜欢何仙姑，扮演何仙姑的杨若兮也因此大受欢迎，连买饮料都不收她的钱。在一场何仙姑被砍头的戏中，从当地招募的群众演员十分入戏，片场恸哭不已。对此杨若兮大为感慨“我没有想到何仙姑在当地还会有如此从高的地位。我们刚一开始拍的时候，群众就围得水泄不通，最后不得不叫交警来维持秩序。”